# Аррайя, Висенте
Висе́нте Арра́йя Ка́стро (исп. Vicente Arraya Castro, 25 января 1922, Оруро — 21 ноября 1992, Ла-Пас, Боливия) — боливийский футболист, вратарь. Провёл 26 матчей за сборную Боливии, участник Боливарианских игр 1938 года, ЧЮА 1945, ЧЮА 1946, ЧЮА 1947, ЧЮА 1949 и чемпионата мира 1950 года. Был тренером сборной Боливии во время ЧЮА 1959, а также во время розыгрыша Copa Paz del Chaco 1962 года. Стал первым боливийским игроком в чемпионате Аргентины. Был капитаном сборной с 1941 по 1947 год. Считается лучшим голкипером в истории Боливии.

## Карьера

### Клубная
В ходе своей футбольной карьеры Висенте Аррайя поиграл за боливийский клуб «Ферровьярио», а также за аргентинскую «Атланту».

### В сборной
В составе сборной Висенте Аррайя принимал участие в ряде крупных международных соревнований. Его дебют состоялся в 1938 году на Боливарианских играх, где сборная провела 5 игр (3 победы, 1 ничья, 1 поражение). В период с 1945 по 1949 годы Висенте четырежды участвовал в розыгрыше Кубка Америки, а в 1950 году выехал в составе национальной команды на чемпионат мира в Бразилию, однако на поле не вышел. Вместо него место в воротах занял Эдуардо Гутьеррес. За 12 лет выступлений за сборную Боливии Аррайя провёл в общей сложности 26 матчей.
| Матчи и пропущенные голы Висенте Аррайи за сборную Боливии | Матчи и пропущенные голы Висенте Аррайи за сборную Боливии | Матчи и пропущенные голы Висенте Аррайи за сборную Боливии | Матчи и пропущенные голы Висенте Аррайи за сборную Боливии | Матчи и пропущенные голы Висенте Аррайи за сборную Боливии | Матчи и пропущенные голы Висенте Аррайи за сборную Боливии | Матчи и пропущенные голы Висенте Аррайи за сборную Боливии |
| ---------------------------------------------------------- | ---------------------------------------------------------- | ---------------------------------------------------------- | ---------------------------------------------------------- | ---------------------------------------------------------- | ---------------------------------------------------------- | ---------------------------------------------------------- |
| №                                                          | Дата                                                       | Место проведения                                           | Соперник                                                   | Счёт                                                       | Голы                                                       | Турнир                                                     |
| 1                                                          | 8 августа 1938                                             | Богота, Колумбия                                           | Эквадор                                                    | 1:1                                                        | 1                                                          | Боливарианские игры 1938                                   |
| 2                                                          | 11 августа 1938                                            | Богота, Колумбия                                           | Венесуэла                                                  | 3:1                                                        | 1                                                          | Боливарианские игры 1938                                   |
| 3                                                          | 14 августа 1938                                            | Богота, Колумбия                                           | Перу                                                       | 0:3                                                        | 3                                                          | Боливарианские игры 1938                                   |
| 4                                                          | 16 августа 1938                                            | Богота, Колумбия                                           | Колумбия                                                   | 2:1                                                        | 1                                                          | Боливарианские игры 1938                                   |
| 5                                                          | 22 августа 1938                                            | Богота, Колумбия                                           | Эквадор                                                    | 2:1                                                        | 1                                                          | Боливарианские игры 1938                                   |
| 6                                                          | 18 января 1945                                             | Сантьяго, Чили                                             | Аргентина                                                  | 0:4                                                        | 4                                                          | Чемпионат Южной Америки по футболу 1945                    |
| 7                                                          | 24 января 1945                                             | Сантьяго, Чили                                             | Чили                                                       | 0:5                                                        | 5                                                          | Чемпионат Южной Америки по футболу 1945                    |
| 8                                                          | 28 января 1945                                             | Сантьяго, Чили                                             | Бразилия                                                   | 0:2                                                        | 2                                                          | Чемпионат Южной Америки по футболу 1945                    |
| 9                                                          | 11 февраля 1945                                            | Сантьяго, Чили                                             | Эквадор                                                    | 0:0                                                        | -                                                          | Чемпионат Южной Америки по футболу 1945                    |
| 10                                                         | 15 февраля 1945                                            | Сантьяго, Чили                                             | Уругвай                                                    | 0:2                                                        | 2                                                          | Чемпионат Южной Америки по футболу 1945                    |
| 11                                                         | 21 февраля 1945                                            | Сантьяго, Чили                                             | Колумбия                                                   | 3:3                                                        | 3                                                          | Чемпионат Южной Америки по футболу 1945                    |
| 12                                                         | 16 января 1946                                             | Буэнос-Айрес, Аргентина                                    | Бразилия                                                   | 0:3                                                        | 3                                                          | Чемпионат Южной Америки по футболу 1946                    |
| 13                                                         | 19 января 1946                                             | Буэнос-Айрес, Аргентина                                    | Аргентина                                                  | 1:7                                                        | 7                                                          | Чемпионат Южной Америки по футболу 1946                    |
| 14                                                         | 26 января 1946                                             | Буэнос-Айрес, Аргентина                                    | Парагвай                                                   | 2:4                                                        | 4                                                          | Чемпионат Южной Америки по футболу 1946                    |
| 15                                                         | 29 января 1946                                             | Буэнос-Айрес, Аргентина                                    | Уругвай                                                    | 0:5                                                        | 5                                                          | Чемпионат Южной Америки по футболу 1946                    |
| 16                                                         | 8 февраля 1946                                             | Буэнос-Айрес, Аргентина                                    | Чили                                                       | 1:4                                                        | 4                                                          | Чемпионат Южной Америки по футболу 1946                    |
| 17                                                         | 30 ноября 1947                                             | Гуаякиль, Эквадор                                          | Эквадор                                                    | 2:2                                                        | 2                                                          | Чемпионат Южной Америки по футболу 1947                    |
| 18                                                         | 4 декабря 1947                                             | Гуаякиль, Эквадор                                          | Аргентина                                                  | 0:7                                                        | 7                                                          | Чемпионат Южной Америки по футболу 1947                    |
| 19                                                         | 9 декабря 1947                                             | Гуаякиль, Эквадор                                          | Уругвай                                                    | 0:3                                                        | 3                                                          | Чемпионат Южной Америки по футболу 1947                    |
| 20                                                         | 13 декабря 1947                                            | Гуаякиль, Эквадор                                          | Колумбия                                                   | 0:0                                                        | -                                                          | Чемпионат Южной Америки по футболу 1947                    |
| 21                                                         | 18 декабря 1947                                            | Гуаякиль, Эквадор                                          | Парагвай                                                   | 1:3                                                        | 3                                                          | Чемпионат Южной Америки по футболу 1947                    |
| 22                                                         | 10 апреля 1949                                             | Сан-Паулу, Бразилия                                        | Бразилия                                                   | 1:10                                                       | ? вышел на замену                                          | Чемпионат Южной Америки по футболу 1949                    |
| 23                                                         | 17 апреля 1949                                             | Рио-де-Жанейро, Бразилия                                   | Уругвай                                                    | 3:2                                                        | 2                                                          | Чемпионат Южной Америки по футболу 1949                    |
| 24                                                         | 25 апреля 1949                                             | Сан-Паулу, Бразилия                                        | Эквадор                                                    | 2:0                                                        | -                                                          | Чемпионат Южной Америки по футболу 1949                    |
| 25                                                         | 30 апреля 1949                                             | Сан-Паулу, Бразилия                                        | Парагвай                                                   | 0:7                                                        | 7                                                          | Чемпионат Южной Америки по футболу 1949                    |
| 26                                                         | 12 марта 1950                                              | Сантьяго, Чили                                             | Чили                                                       | 0:5                                                        | ? вышел на замену                                          | Товарищеский матч                                          |

Итого: 26 матчей / ? пропущенных голов; 5 побед, 5 ничьих, 16 поражений.